# گرداب بن
 گرداب بن، در شهر بن از توابع شهرستان بن در استان چهارمحال و بختیاری واقع شده‌است. آب چشمه ای که در پای کوه قرار دارد، آبگیری تشکیل داده و در کنار این پدیده یک مجتمع تفریحی ایجاد شده که گردشگران زیادی را از استان‌های مختلف ایران جذب می‌کند.
وجود مراکز گردشگری زیادی چون امامزاده سید محمد در بارده، امامزاده سید بهاءالدین محمد در شیخ شبان، رودخانه زاینده رود، امامزاده باباپیر احمدبن و پیست اسکی شیخ شبان و پیست اسکی بارده در نزدیکی این مکان تفریحی شرایط مناسبی برای گذراندن اوقات فراغت فراهم کرده‌است.